# Spaniel de Pont-Audemère
El Spaniel de Pont-Audemère es una raza de perro de tipo Spaniel encuadrado según la Federación Cinológica Internacional en la sección de perros de muestra de tipo continental.

## Apariencia
Perro de aspecto compacto y vigoroso con apariencia rechoncha. Cráneo voluminoso en su parte superior recubierto de un espeso y sedoso pelaje rizado que forma un tupé en la frente, orejas también recubiertas de este pelo que le dan la apariencia de llevar una peluca; hocico largo con una pequeña protuberancia, ojos pequeños y estilizados de mirada viva y despierta. Cuello ligeramente arqueado, cuartos traseros y delanteros fuertes y musculosos de aspecto un tanto endeble recubiertos de unos característicos flecos rizados. Tronco estrecho y que en ocasiones puede ser ligeramente curvado. Cola que se suele amputar hasta un tercio de su longitud.
Este perro está recubierto de un pelaje rizado y de aspecto borregoso muy peculiar que además hace la función de impermeable. La raza suele presentar un manto de color hígado cobrizo con zonas del cuerpo (parte baja del cuello, abdomen, careta etc.) más claras llegando incluso al blanco. Presenta unas medidas de entre 51 y 58 centímetros y un peso de 18 a 24 kilos.

## Temperamento
Esta raza es el típico spaniel, fácil de adiestrar por su mansedumbre y afecto que muestra hacía su dueño. En Francia es conocido como le petit clown des marais (el pequeño payaso de los pantanos) por su carácter alocado cuando acompaña al cazador en la búsqueda de piezas.

## Cuidados
Al ser un perro de caza, es conveniente que haga una cantidad lo mayor posible de ejercicio. De lo contrario a lo que se pueda pensar este no es un perro que requiera grandes cuidados con respecto a su pelo, debería bastar con un simple cepillado de forma regular.

## Historia
Se piensa que este spaniel procede de cruces entre el perro de agua irlandés, el caniche, el barbet y distinto tipos de spaniels franceses que tuvieron lugar en la región de Pont-Audèmer, en Normandía durante los siglos XVII y XIX. Esta raza vio muy mermada su población después de acabada la Segunda Guerra Mundial y los amantes de la raza se vieron obligados a utilizar al perro de agua irlandés para continuarla. Hoy en día es una raza muy difícil de ver incluso en su lugar de origen.
- Datos: Q37844
- Multimedia: Epagneul de Pont-Audemer / Q37844